# Hans Hinselmann

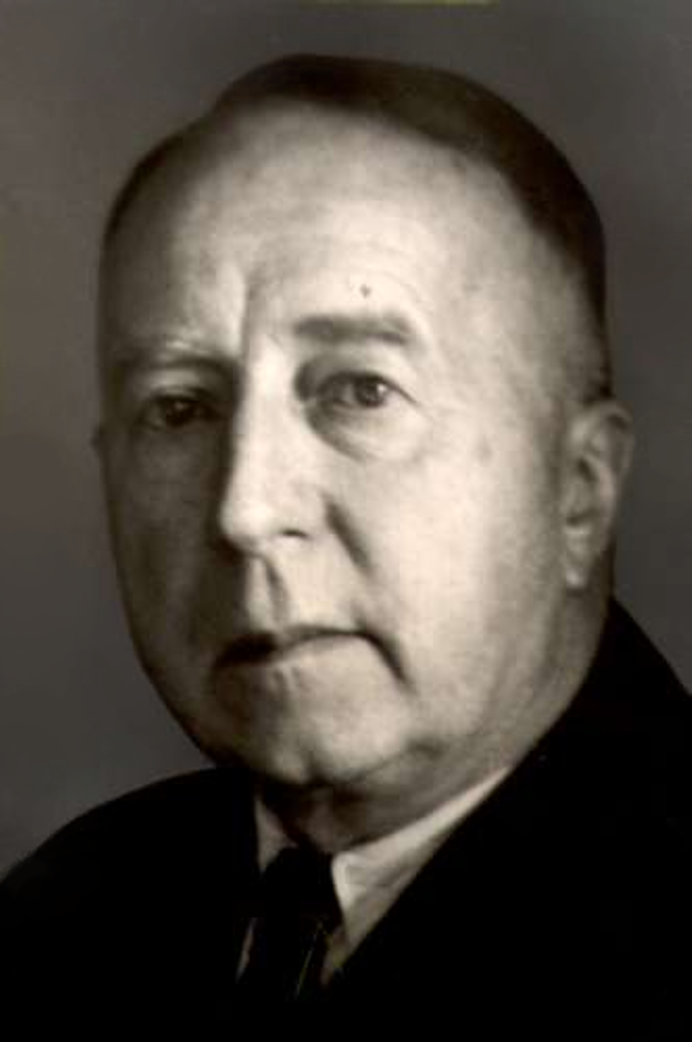
Hans Hinselmann, um 1930

Hans Hinselmann (* 6. August 1884 in Neumünster; † 18. April 1959 in Hamburg-Othmarschen) war ein deutscher Gynäkologe. Er war unter anderem geburtshilflich, onkologisch und wissenschaftlich tätig. Weltweit bekannt wurde er vor allem für die Entwicklung und Einführung der Kolposkopie in den Jahren 1924/1925 und förderte damit die Früherkennung bösartiger Veränderungen der Portio vaginalis uteri bei Gebärmutterhalskrebs.

## Leben und Wirken

### 1884 bis 1945
Hans Hinselmann wurde 1884 als Sohn eines Braumeisters geboren. Er studierte bis 1908 an der Christian-Albrechts-Universität zu Kiel Medizin. Mit der Dissertation Beitrag zur Kenntnis der bösartigen pigmentierten Geschwülste der Vulva wurde er dort auch 1908 bei Johannes Pfannenstiel promoviert. Seine Weiterbildung absolvierte er an den Universitätsfrauenkliniken Jena und Gießen. 1912 wurde er an der Universität Bonn unter Otto von Franqué (1867–1937) habilitiert und zum Oberarzt ernannt. 1921 wurde Hinselmann Professor an der Universitätsfrauenklinik Bonn. 1925 wechselte er nach Hamburg als Chefarzt der Frauenklinik und Leiter der Abteilung für Geburtshilfe und Gynäkologie am Allgemeinen Krankenhaus Altona. Ab dem 1. Juli 1933 leitete er die Frauenklinik Altona in der Bülowstraße und lehrte an der Medizinischen Fakultät der Universität Hamburg als Dozent für Kolposkopie und Frühdiagnose des Uteruscarcinoms. 1939 wurde er dort zum außerplanmäßigen Professor ernannt. Die Städtische Entbindungsanstalt wurde unter der Leitung Hinselmanns bald in Frauenklinik Altona umbenannt, da sich der Anteil der gynäkologischen Operationen deutlich erhöhte.
Zeit des Nationalsozialismus:
In der Zeit des Nationalsozialismus ließ Eduard Wirths, Standortarzt im KZ Auschwitz, 1943 durch einen Häftlingsarzt Kolposkopie-Versuche im KZ Auschwitz durchführen. Initiator war sein Bruder Helmut, ein Schüler Hinselmanns. Bei Auffälligkeiten wurde der Gebärmutterhals entfernt und im Hamburger Labor von Helmut Wirths unter Verantwortlichkeit von Hinselmann auf Vorstufen eines Gebärmutterhalskrebses untersucht. Im Juli 1934 wurde die erste Sterilisation unter der Diagnose der Erbkrankheit in der Frauenklinik Altona ausgeführt. Die Sterilisation nach Hinselmann aufgrund der Sterilisationsgesetze betrug in der Folgezeit 34 Prozent der gesamten Operationen und war damit die häufigste Operation in der Klinik. Unter Hinselmanns Verantwortung wurden von November 1944 bis Anfang 1945 nachweislich mindestens acht „Zigeunerinnen“ auf Anweisung der Gestapo sterilisiert. Die „Einwilligung“ in die Eingriffe wurde mit der Androhung des Transports nach Auschwitz erpresst. Bei der Schlacht von Stalingrad 1942/1943 starben zwei seiner Söhne.

### Zeit nach 1945
Wegen der Zwangssterilisationen wurde Hans Hinselmann 1946 suspendiert und im Dezember des Jahres vom britischen Militärgericht in einem der Curiohaus-Prozesse zu drei Jahren Haft und einer Geldbuße von 100.000 Mark verurteilt. Die letzte Operation, die Professor Hinselmann an der Frauenklinik Altona am 26. November 1946 durchführte, war ein Schwangerschaftsabbruch und Sterilisation, die nun jedoch nach den neuen Richtlinien der britischen Militärregierung durchgeführt wurde. Nach seiner Entlassung aus der Haft wurde er 1949 entnazifiziert. Eine erneute Lehrtätigkeit wurde ihm aus politischen Erwägungen und wegen des Erreichens der Altersgrenze verwehrt. Seine Untersuchungen zur Kolposkopie führte er in seinem privaten Labor fort. Etwa ein halbes Jahr vor dem Tod von Evita Perón 1952, die an Gebärmutterhalskrebs erkrankt war, wurde Hinselmann, als Experte auf dem Gebiet, nach Argentinien eingeladen. Hinselmann arbeitete und publizierte auch nach seinem Ausscheiden aus der Klinik weiterhin wissenschaftlich. 1952 und 1955 führten ihn ausgedehnte Vortragsreisen auf Einladung der dortigen Fachgesellschaften durch südamerikanische Staaten. Wegen seiner wissenschaftlichen Leistung war er Mitglied und Ehrenmitglied vieler Fachgesellschaften. 1956 wurde er zum Ehrenmitglied der Deutschen Gesellschaft für Gynäkologie und Geburtshilfe (DGGG) ernannt. Am 26. März 2015 beschloss der Vorstand der Gesellschaft jedoch, Hans Hinselmann nicht mehr in der Liste ehemaliger und derzeitiger Ehrenmitglieder der DGGG zu führen. Hans Hinselmann starb im Alter von 74 Jahren in Hamburg.

## Verdienste
Hinselmann ist vor allem für die bis 1924 erfolgte Entwicklung der Kolposkopie, des ersten Verfahrens zur Diagnostik pathologischer Veränderungen an der Scheide, insbesondere der Portio uteri, und zur Früherkennung des Gebärmutterhalskrebses, bekannt. In der Zeitschrift Münchener Medizinische Wochenschrift legte er 1931, 1932 und 1935 den Nutzen der kolposkopischen Untersuchung bei der frühzeitigen Erfassung des Gebärmutterhalskrebses dar. Er verfasste insgesamt über 300 wissenschaftliche Publikationen. So galt er schon in den Jahren seiner Bonner Oberarztzeit unter von Franqué als Experte in der Erforschung der Eklampsie, einer schwangerschaftsbedingten Erkrankung. Auf seinen Untersuchungen zu geweblichen Veränderungen des Mutterkuchens basieren noch heute alle wissenschaftlichen Erkenntnisse und Behandlungsstrategien. Hinselmann hat auf der Grundlage seiner Forschungsergebnisse über Eklampsie und Gebärmutterhalskrebs die ersten organisierten Krebsfrüherkennungsuntersuchungen und Vorsorgeuntersuchungen in der Schwangerschaft durchgeführt und gilt damit als einer der Begründer der gesetzlichen Krebsfrüherkennungsuntersuchungen und der Schwangerschaftsvorsorge. Schon in Briefen an seinen Konassistenten Heinrich Martius wurde die Idee der Einführung eines „Mutterpasses“ diskutiert, der in Deutschland 1961 eingeführt wurde. Hinselmann entwickelte eine neue Methode der Sterilisation, die Tubensterilisation nach Hinselmann, bei welcher nach Durchtrennung des Eileiters das gebärmutternahe Ende möglichst weit vom Eierstock platziert, unter dem runden Mutterband hindurchgezogen und außerhalb der Bauchhöhle versenkt wurde.

## Schriften (Auswahl)
- Beitrag zur Kenntnis der bösartigen pigmentierten Geschwülste der Vulva. In: Zeitschrift für Geburtshilfe und Gynäkologie. Bd. 62 (1908) (Dissertation, Universität Kiel, 1909).
- Die angebliche, physiologische Schwangerschaftsthrombose von Gefäßen der uterinen Placentasstelle. Enke, Stuttgart 1913.
- Zur Sexualethik des gebildeten jungen Mannes. F. Cohen, Bonn 1917.
- (Hrsg.) Die Eklampsie. F. Cohen, Bonn 1924.
- Das klinische Bild der indirekten Metaplasie der ektopischen Zylinderzellenschleimhaut der Portio. In: Archiv für Gynäkologie. Bd. 133 (1928), S. 64–69, doi:10.1007/BF02283981.
- (mit Otto von Franqué, Robert Meyer) Anatomie und Diagnostik der Carcinome, der Bindegewebsgeschwülste und Mischgeschwülste des Uterus, der Blasemole und des Chorionepithelioma malignum. In: Walter Stoeckel (Hrsg.): Handbuch der Gynäkologie.3., völlig neubearbeitete und erweiterte Auflage. Bd. 6, Hälfte 1, J. F. Bergmann, München 1930.
- Einführung in die Kolposkopie. Hartung, Hamburg 1933.
- Aktuelle Probleme der praktischen und wissenschaftlichen Kolposkopie. Fischer, Jena 1956.